# Lex Iunia Licinia
La lex Iunia Licinia, o lex Iunia Licinia de legum latione, fu una legge della Repubblica romana promulgata nel 62 a.C. dai consoli Decimo Giunio Silano e Lucio Licinio Murena.

## Disposizioni
Questa legge rafforzava la disposizione secondo cui, per promulgare una legge (lex), era necessario che dalla promulgatio, ossia dall'approvazione in Senato, alla votazione nei comitia, trascorressero tre nundinae (trinundinium), ossia tre giorni di mercato; in sintesi, dal momento che i giorni di mercato distavano tra loro otto giorni, erano necessari dai diciassette ai ventiquattro giorni, in cui la legge doveva essere pubblicamente affissa, confermando la lex Caecilia Didia. In più la legge prevedeva che, per prevenire quello che oggi sarebbe il reato di falso in atto pubblico, una copia di ciascun documento dovesse essere depositata all'aerarium di fronte ad almeno un testimone (testis); questa disposizione sembra esistere già da tempo, almeno da prima della guerra sociale. Chi violava la lex Iunia Licinia andava incontro ad un iudicium publicum di portata ignota.

## Storia
La legge di fatto confermava la preesistente lex Caecilia Didia del 98 a.C., promulgata dai consoli Quinto Cecilio Metello Nepote e Tito Didio. L'imposizione dell'attesa di trinundinium giocò un importante ruolo nelle vicende dell'ultima fase della Repubblica romana:
Nel 59 a.C. Cesare fu console e propose una lex agraria dove dieci commissari erano incaricati di gestire l'assegnazione dei terrerni. Se però la proposta di legge fosse stata approvata in senato troppo tardi, i commissari sarebbero stati nominati nel secondo mese, da Bibulo, il console collega e rivale di Cesare. Catone allora cercò di temporeggiare, in modo che fosse Bibulo ad avere la decisione sui commissari. Allora Cesare, intuendo la strategia del nemico, arrestò Catone, ma l'indignazione del Senato lo obbligò a liberarlo. Cesare allora decise di ignorare il parere del Senato e lasciare la legge affissa per il trinundinum in attesa di convocare il concilium plebis. Il giorno della votazione Catone, Bibulo, e tre tribuni della plebe giunsero come delegazione del Senato per apporre il veto sulla legge, ma la folla reagì facendo scappare i senatori e umiliando Bibulo.
Nel 58 a.C. il pretore Gaio Memmio tentò di perseguire Publio Vatinio, che l'anno precedente, in qualità di tribuno della plebe, aveva fatto passare la lex Vatinia, senza però rispettare appieno i parametri imposti dalla lex Iunia Licinia. Memmio diede trenta giorni di tempo a Vatinio per presentarsi a Roma, perché, trovandosi Vatinio in Gallia, non poteva perseguirlo sulla base della lex Memmia de absentibus rei publicae causa del 117 a.C.; quando Vatinio tornò si appellò ai tribuni della plebe per non essere condannato, suscitando una grandissima indignazione da Cicerone, che, nel processo contro Publio Sestio, accusò Vatinio nell'orazione Pro Sestio del 56 a.C., in particolare nel discorso In Vatinium testem.